# 米光一成
米光 一成（よねみつ かずなり、1964年12月22日 - ）は、日本のゲームクリエイター、ライター、俳人、イラストレーター、元立命館大学映像学部教授、デジタルハリウッド大学専任教授、文化庁メディア芸術祭審査委員（第18回（2014年）〜第20回（2017年）まで）、日本翻訳大賞実行委員。

## 略歴
広島修道大学人文学部英語英文学科卒業。1987年、コンパイルに入社。同社初の専門企画職として、『魔導物語』や『ぷよぷよ』などのタイトルを生み出す。これらはシリーズ化され、同社の看板タイトルとなった。
その後企画部主任を務めるも、社長との意見の不一致などの理由から1992年退社。同社のスタッフが設立したスティングに移籍。2001年に退社するまで『バロック』などを手がける。
2002年、麻野一哉・飯田和敏とともに「ベストセラー本ゲーム化会議」（原書房）を執筆。ゲームクリエイターの視点から文学作品を論ずるスタイルで、それ以降文芸評論的な活動も増えている。
現在は無所属のゲームクリエイター、ライター、教育者として幅広く活動を行うとともに、日本翻訳大賞の立ち上げ、運営にも関わる。
2014年からはゲームマーケットに出展し、精力的にアナログゲームを制作。『想像と言葉』はNHKラジオ第一でツイッターを使ったリスナー参加型ゲームとして放送される。『はぁって言うゲーム』は、のちに商業版となり『ベストアクト』（JELLY JELLY GAMES）、『はぁって言うゲーム』（幻冬舎）として発売。『はっけよいゲーム』も『はっきよいゲーム』（アークライト）として発売された。
2014年、翻訳家西崎憲の呼びかけに賛同して、日本翻訳大賞の実行委員となる。西崎らが発起人となり、クラウドファンディングで「日本翻訳大賞」プロジェクトを立ち上げた。目標金額70万円に対して385人から338万2500円を集め、プロジェクトが成立し、日本翻訳大賞が創設された。
コロナ禍の2020年には、Zoomなどのテレビチャットでも遊べるゲーム「ピラミッドパワー」を制作し、無料公開した。
配信サイトnoteでの執筆も行う。2019年3月より「米光一成の表現道場マガジン」（月額800円）執筆。2020年2月よりサークル「米光勉強会」（月額200円）運営。

## エピソード
- コンパイルの面接を受けに行ったら、プログラマーとデザイナーが冷凍マグロでチャンバラごっこをしていた。さすがに「ちょっとおかしい」と思いながら、社長の部屋で面接を受けた。
- 「ルール、インタラクション、ジレンマ」の３要素がゲームの本質であるというルイージ主義をとなえる。
- 2009年8月29日〜30日に王子小劇場で上演された劇団ナカゴー『超能力学園Ｚ』に出演。44歳で高校生役で役者デビューする。

## 担当作品

### コンパイル
- アレスタ（MSX2/セガマークIII）：企画、脚本
- 魔導師ラルバ（MSX2）：企画、脚本
- 魔導物語1-2-3（MSX2/PC-98）：企画、監督、脚本
- ぷよぷよ（ファミリーコンピュータディスクシステム/MSX2）：企画、監督
- 上記の他、ディスクステーション（MSX2/PC-98）収録の小作品を数作担当
  - 『赤い相撲』、『あっぷるそーするーむ』、『ちるどれんうぉーず』などを担当

### スティング
- トレジャーハンターG（スーパーファミコン、発売元：スクウェア）：ディレクション
- バロック（セガサターン/プレイステーション）：ディレクション、ゲームデザイン、ラジオCMテキスト、ジャケット・CD・マニュアルデザイン
  - バロックシンドローム（プレイステーション）：監修
- こぐるぐるぐる（ゲームボーイカラー）

### その他
- キングオブワンズ（携帯電話、配信元：なつゲー/LiveWare）：ゲームデザイン
- 一直線クエスト1&2（携帯電話、配信元：三文堂）：ディレクション
- 魔法少女モモルちゃんと顔狩り日記（ゲーム批評５９号付属のＣＤ－ＲＯＭ収録）：ゲームデザイン

その他、ボクシングゲーム、シューティングゲーム、スゴロクゲームなどを開発。

### アナログゲーム（インディーズ版）
- 想像と言葉（神谷聡子共作・2014）
- レディーファースト（2016）
- はぁって言うゲーム（2017）
- 大笑炎（2017）
- 想像と言葉NEW（2017）
- はっけよいゲーム（2018）
- 部屋と言葉（2018）
- はっけよいとネコ（2018）
- 神羅万象大臣、データを捏造す（2019）
- わんちゃんじゃんけん（2019）
- 走るメロスたち（2019）
- 荒野へThe Game of Tarot（2019）
- 変顔マッチ（2019）
- ピラミッドパワー（無料公開　2020）

### アナログゲーム（商業版）
- ベストアクト（JELLY JELLY GAMES・2018）
- はぁって言うゲーム（幻冬舎・2018）
- はぁって言うゲーム2（幻冬舎・2019）
- はっきよいゲーム（アークライト・2019）
- 米光一成の変顔マッチ（大創出版・2020）
- はぁって言うゲーム3（幻冬舎・2020）

## 著書

### 単著
- 仕事を100倍楽しくするプロジェクト攻略本（ベストセラーズ・2007）
- 自分だけにしか思いつかないアイデアを見つける方法―“企画の魔眼”を手に入れよう（日本経済新聞出版社・2010）
- 『米光一成ブックレビューVol.1　新刊めったくたガイド2005年編』（インプレスR&D・2014）
- 『米光一成ブックレビューVol.2　新刊めったくたガイド2006年編』（インプレスR&D・2014）
- 『思考ツールとしてのタロット』（こどものもうそうブックス・2014)
- 『あたらしいじゃんけんをつくろう: シリーズ：表現の土台を鍛える１』（こどものもうそうブックス・2015）
- 『あたらしいじゃんけんをつくろう２シリーズ：表現の土台を鍛える２』（こどものもうそうブックス・2017）
- 『くま対タロットがおーがおー 』(こどものもうそうブックス・2018)

### 共編著
- 『ベストセラー本ゲーム化会議』麻野一哉,飯田和敏共著（原書房・2002）
- 『日本文学ふいんき語り』麻野一哉,飯田和敏共著（双葉社・2005）
- 『デジタルの夢でメシを食うためにボクらは!』編著（マイクロマガジン社・2006）
- 『スピンドル式 鍛えない脳』麻野一哉,飯田和敏共著（しょういん・2007）
- 『恋愛小説ふいんき語り』麻野一哉,飯田和敏共著（ポプラ社・2007）
- 『誰でも作れる電子書籍 今すぐできる制作から販売まで』小沢高広,電子書籍部共著（インプレス・2010）
- 『男の鳥肌名言集』（編・角川書店・2013）
- 『ゲームシナリオを書こう！』川上大典,鈴木理香,笹成稀多郎,門司共著（青弓社・2014）
- 『木下古栗を読む: スポークンワードVol.2』柴崎友香,長嶋有,豊﨑由美共著（kindle・2014）
- 『川崎徹を読む: スポークンワードVol.3』柴崎友香,長嶋有,豊﨑由美共著（kindle・2015）
- 『古谷田奈月を読む: スポークンワードVol.4』柴崎友香,長嶋有,豊﨑由美共著（kindle・2015）
- 『若手ライターはいかに生きるべきか』青柳美帆子共著（こどものもうそうブックス・2017）
- 『村上春樹『騎士団長殺し』34の謎』鴻巣友季子共著 (アオシマ書店・2017)
- 『ゲームシナリオの教科書　ぼくらのゲームの作り方』川上大典、北野不凡、都乃河勇人、長山豊、ハサマ、平川らいあん共著（秀和システム・2018）

### 連載
- 『アニメージュ』BOOKコーナー
- 『月刊Ｇファンタジー』「米光一成の萌える！地球撲滅存続読書案内」「文学秘密結社メロス」「素敵な本が読みたくて」
- 『POPEYE』（マガジンハウス）「あわてない読書」
- 『本の雑誌』「新刊めったくたガイド」
- 『iPhone magazine』「米光一成のこのアプリいいヨネ！」
- 『ケトル』レビュー
- 『グランドジャンプ』「オススメ！タコツボ教養百科」
- 『ミステリマガジン』ゲームレビュー

## 電書活動
電子書籍を電書と呼び、「宣伝会議　編集・ライター養成講座 上級コース プロフェッショナル・ライティングクラス」の受講生を中心に、2010年、電書部を設立。自身が部長。2010年7月に電書を対面販売する「電書フリマ」を開催。9月には、部長を畑菜穂子と交代。11月、「電書フリマZ」を開催。2011年、「電書雑誌よねみつ」を創刊。企画監督したiPhoneアプリ「電書カプセル」を2013年6月18日にリリース。

## 教育
2007年から2014年まで立命館大学映像学部専任教授。2015年から2017までデジタルハリウッド大学客員教授。2018年より同大学専任教授。
「池袋コミュニティカレッジ」で2004年10月から講師をつとめる。「デジタルコンテンツ仕事術」「発想力トレーニング」「五七式発想力トレーニング」「文章力トレーニング講座」「読みのレッスン」「文章力道場」など、毎年タイトルを変えながら継続中。2018年4月からの「ゲームづくり道場」では、有名文学作品をモチーフにして各自ゲームを作り、並べて文学ゲーム全集にしようと企画。ゲームマーケット2019春にて15作品が頒布された。
「宣伝会議」(東京・大阪など)では「編集・ライター養成講座」で「発想力養成トレーニング」の講師を担当。「編集・ライター養成講座 上級コース 米光クラス」の専任講師も務める。

## イベント
2006年、ミニポタライブ『ぼくがゲームを作らないと世界が滅んでしまうから』開催。「演劇＋散歩＋ゲーム」作品。散歩をしながら楽しむライブ。観光ガイドの歪んだ妄想バージョン。
2008年より麻野一哉、飯田和敏と「夜のゲーム大学」開催。
2009年8月29日〜30日に王子小劇場で上演された劇団ナカゴー『超能力学園Ｚ』に出演。
2011年より千野帽子、長嶋有、堀本裕樹とともに公開句会ライブ「東京マッハ」に参加。2020年2月の第20回以降はオンラインで開催されている。
2013年より、柴崎友香・長嶋有・豊崎由美と「チア・リーディング部」を結成。著者本人を敢えて招かず、他人様の新刊を応援する公開読書会「スポークンワード」をおこなう。
2012年には初の単独イベント「思考ツールとしてのタロット」を開催。その後電書化されロングセラーとなる。
2016年から即興でプレゼンをする競技「パワポカラオケ」に継続的に出場。2016年6月9日には「全NIPPONパワポカラオケ選手権ダブルス」に井上マサキとコンビを組んで出場し、初代王者になる。
2019年12月7日〜12月15日に3331アーツ千代田で行われた「これはゲームなのか？展#2」では「記憶交換の儀式」を展示。儀式長として記憶を交換する儀式を行った。

## 出演

### テレビ番組
- 神ゲー創造主エボリューション（2023年2月23日、NHK）[4]
- X年後の関係者たち 第66回 「ぷよぷよ」（2024年6月10日、BS-TBS）[5]
- 正解の無いクイズ（2024年8月～、テレビ東京） - 不定期出演

### ラジオ
2014年4月から2018年3月まで、NHKラジオ第一「すっぴん！」の「新刊コンシェルジュ」コーナー（その後コーナー名は「本、ときどきマンガ」に変更）担当。
そのことがきっかけとなり、2014年6月5日には「すっぴん！」内でツイッターを使ったリスナー参加型ゲーム「想像と言葉」をプレイ。2014年12月30日には番組内で「想像と言葉スペシャル」が開催され、2015年5月6日には、NHKラジオ第一の特番として放送された。特番は2018年4月27日まで、その後も何度か放送されている。2016年4月から2017年にはNHKラジオ第一「ごごラジ!」の金曜日の枠で、月１回のペースで「ひらめけ！ゲーム「想像と言葉」」が開催された。